# Lake Quivira
Lake Quivira är en ort i Johnson County, och Wyandotte County, i Kansas. Vid 2010 års folkräkning hade Lake Quivira 906 invånare.